# Cerro Veronese
Cerro Veronese is een gemeente in de Italiaanse provincie Verona (regio Veneto) en telt 2274 inwoners (31-12-2004). De oppervlakte bedraagt 10,2 km², de bevolkingsdichtheid is 223 inwoners per km².

## Demografie
Cerro Veronese telt ongeveer 909 huishoudens. Het aantal inwoners steeg in de periode 1991-2001 met 36,7% volgens cijfers uit de tienjaarlijkse volkstellingen van ISTAT.
| Jaar | Inwoneraantal |
| ---- | ------------- |
| 1991 | 1495          |
| 2001 | 2043          |

## Geografie
De gemeente ligt op ongeveer 730 m boven zeeniveau.
Cerro Veronese grenst aan de volgende gemeenten: Bosco Chiesanuova, Grezzana, Roverè Veronese.